# Аль-Малики, Нури
Нури Камель Мохаммед Хасан аль-Малики (араб. نوري كامل المالكي‎, род. 20 июня 1950) — иракский политический и государственный деятель, Вице-президент Ирака (9 сентября 2014 — 11 августа 2015 и с 10 октября 2016 года по 2 октября 2018 года).
Премьер-министр Ирака (20 мая 2006 — 11 августа 2014), представитель шиитской религиозной общины. Магистр арабской литературы. Генеральный секретарь партии «Дава» с 1 мая 2007 года. Аль-Малики и его правительство заменило Иракское временное правительство, созданное США после свержения режима Саддама Хусейна в 2003 году. Его кабинет был поддержан парламентом Ирака (Советом представителей), и приступил к работе 20 мая 2006 года.
21 декабря 2010 года назначен премьер-министром Ирака на второй срок. В августе 2014 года президент Ирака Фуад Маасум сместил Малики со своего поста, что привело к политической конфронтации.

## Биография

### Ранние годы
Нури Камель аль-Малики родился в Абу-Гараке, центральном иракском городе, находящемся между Кербелой и Эль-Хиллой в 1950 году (не точно). Он посещал школу в Эль-Хиндии. Позже получил степень бакалавра в одном из колледжей Багдада и степень магистр, а по литературе в Багдадском Государственном Университете. Некоторое время аль-Малики жил в Аль-Хилле, где он работал в департаменте образования. Он присоединился к исламской шиитской партии Дава в начале 1960-х, пока учился в Университете.
Дедушка будущего премьер-министра Ирака, Мухамед Хасан Аби аль-Махасин был поэтом и клерком, служившим в Министерстве Образования Ирака во времена правления иракского короля Фейсала I.

### Изгнание и возвращение в Ирак
В 1980 году правительство Саддама Хусейна приговорило аль-Малики к смерти за его активное участие в партии «Дава», и шиитском движении. Он был вынужден бежать из страны и долгое время жил в изгнании сначала в Иране, затем в Сирии. В Сирии он возглавил специальный партийный офис («Офис Джихад»), который занимался отбором и засылкой в Ирак активистов и боевиков для борьбы против режима Саддама Хусейна. Он был избран главой Комиссии совместных действий, коалиции, базирующейся в Дамаске. Основная цель коалиции заключалась в свержении режима Саддама в Ираке, и Комиссия позже послужила основой для создания Иракского национального конгресса. Некоторые иностранные дипломаты, принимавшие участие в работе Комиссии, позже замечали, что роль аль-Малики в работе этой структуры была минимальна, и он никогда не был значительной фигурой до периода 2003 года. Находясь в изгнании, Нури принял псевдоним «Джавад», который он использовал до своего возвращения в Ирак в 2003 году.
Возвратившись домой после свержения Саддама, он становится заместителем председателя Комитета по де-бааситизации при Иракском Временном правительстве. В задачи Комитета входит чистка органов власти и армии от бывших членов партии «Баас». Представители суннитской общины Ирака рассматривали эти чистки как часть заговора шиитов, направленного на захват власти в Ираке. Однако чистки коснулись как шиитов, так и суннитов — сторонников бывшей правящей партии.
Аль-Малики был избран в переходный Национальный Совет Ирака в январе 2005 года. Он зарекомендовал себя как жёсткий переговорщик на совещаниях по поводу новой конституции Ирака, и был одним из руководителей шиитской комиссии, принимавшей активное участие в разработке чернового варианта основного закона страны. Конституция Ирака была принята в октябре 2006 года.

### Премьер-министр Ирака
В декабре 2005 года во время выборов в Парламент, Объединённый Альянс Ирака получил большинство мест и выдвинул кандидатом в премьер-министры Ибрагима аль-Джаафари. Однако к апрелю 2006 года стало ясно, что кабинет Джаафари из-за его радикальной политики и неэффективных действий не получает поддержки ни у курдов, ни у суннитов в парламенте. В результате компромисса аль-Джаафари был смещен с поста премьер-министра указом Президента Талабани. 22 апреля 2006 года Джаляль Талабани назначил Нури аль-Малики премьер-министром Ирака.

Посол США в Ираке, Залмай Халилзад, заметил сразу после назначения аль-Малики, что 
…Малики является человеком, не зависящим от Ирана, позиционирующим себя как араб и националист прежде всего
.
Назначение Малики рассматривалось как личный успех Халилзада.
20 мая 2006 года аль-Малики представил кандидатов в члены Кабинета Министров перед Парламентом. Он не представил только министра обороны и министра внутренних дел. Новый Премьер пояснил, что обязанности министра внутренних дел будет исполнять временно он сам, и Салам аль-Заубай будет временно исполнять обязанности министра обороны. Малики заявил перед Парламентом:
Мы молимся Богу, чтобы наши великие задачи были выполнены во имя нашего народа, который перенес так много страданий..
Он также внёс несколько кандидатур суннитов в свой Кабинет «национального единства».
В мае 2014 года политический блок Нури Малики набрал относительное большинство на парламентский выборах в стране (93 из 328 мест).
В последние годы Малики стал проводить более жёсткую политику, направленную на доминирование шиитов, что, по мнению вашингтонской администрации, толкает суннитов на вооружённое противостояние.
В августе 2014-го, когда американцы в союзе с престарелым аятоллой Али Систани (непререкаемым духовным лидером иракских шиитов) сумели отправить в отставку многолетнего (с 2006-го) премьера Нури аль-Малики, против которого, собственно, и началось суннитское восстание, которым воспользовалось ИГ. Систани призвал всех иракцев объединиться в борьбе с ИГ, а премьером стал более приемлемый для суннитов Хайдар аль-Абади.

### В отставке
Находясь в отставке, Нури Аль-Малики заявил, что США замешаны в заговоре по разделению Ирака и в оказании поддержки террористическим организациям.
В интервью он подчеркнул, что Соединённые Штаты вели роль наблюдателя, когда террористическая организация ИГИЛ захватывала новые районы страны, несмотря на то, что им были известны планы и передвижения боевиков, они не стали наносить удары по колонам террористов в западной пустыне Ирака. По словам Аль-Малики, есть крупные державы, включая Соединённые Штаты, которые стремятся разделить Ирак, и этот проект по-прежнему существует. Падение города Мосул было началом осуществления данного заговора, организованного международными и региональными игроками.
Также он поддержал борьбу России с терроризмом на Ближнем Востоке. «С другой стороны, мы видим настрой России, которая серьезно настроена на уничтожение террора в Ираке и Сирии. Также мы видим, как Иран оказывает поддержку Ираку в борьбе с терроризмом», — заявил экс-премьер Нури Аль-Малики.